# Hankovîțea, Svaleava
Hankovîțea (în ucraineană Ганьковиця) este o comună în raionul Svaleava, regiunea Transcarpatia, Ucraina, formată numai din satul de reședință.

## Demografie
Componența lingvistică a comunei Hankovîțea
     Ucraineană (98,46%)
     Alte limbi (0,19%)
Conform recensământului din 2001, majoritatea populației comunei Hankovîțea era vorbitoare de ucraineană (98,46%), existând în minoritate și vorbitori de alte limbi.